# Руда-Брад (Хунедоара)
Руда-Брад (рум. Ruda-Brad) насеље је у Румунији у округу Хунедоара у општини Брад. Oпштина се налази на надморској висини од 393 m.

## Становништво
Према подацима из 2002. године у насељу је живело 198 становника, од којих су сви румунске националности.